# Notioclepsis
Notioclepsis là một chi bướm đêm thuộc phân họ Tortricinae của họ Tortricidae.

## Các loài
- Notioclepsis synnoa Diakonoff, 1983